# Carpheria
Carpheria là một chi bướm đêm thuộc họ Erebidae.